# Pelicans de La Nouvelle-Orléans (baseball)
Ne pas confondre avec les Pelicans de La Nouvelle-Orléans, une franchise de basket-ball de la NBA.
Les Pelicans de La Nouvelle-Orléans, en anglais New Orleans Pelicans, sont le nom porté par plusieurs formations de baseball basées à La Nouvelle-Orléans. La plus significative de ces équipes est celle qui opère de 1901 à 1959 en Southern Association. D'abord indépendante, elle se lie ensuite à des franchises de ligues majeures : Indians de Cleveland (1931, 1934-1939), Pirates de Pittsburgh (1948-1956), Red Sox de Boston (1946-1947), Dodgers de Brooklyn (1943-1944), Cardinals de Saint-Louis (1940-1942) et les Yankees de New York (1957-1958).

## Palmarès
- Champion de la Southern Association : 1905, 1910, 1911, 1915, 1923, 1926, 1927, 1933, 1934, 1950
- Vice-champion de la Southern Association : 1902, 1908, 1916, 1917, 1920, 1921, 1925, 1930, 1935, 1936, 1943, 1945, 1954